# ABN AMRO Bank Prijs
De ABN AMRO Bank Prijs is een Belgische jaarlijkse prijs die uitgereikt wordt voor het beste Nederlandstalige non-fictie boek. De uitreiking vindt sinds drie jaar plaats in Antwerpen in aanwezigheid van de Vlaamse minister-president, de eerste maal met Yves Leterme, daarna met Kris Peeters.
Het prijzengeld voor de publieksprijs bedraagt 2500 euro, voor de juryprijs 12.500 euro. Tot de jury behoorden voor de uitreiking van 2009 voorzitter Peter Frans Anthonissen en als leden onder andere Jan Leyers, Peter Vandermeersch, Rik Van Cauwelaert en Mieke Van Hecke.

## Laureaten
- 2006 (28 maart 2007)
  - Beste non-fictieboek: Luc Huyse, Alles gaat voorbij, behalve het verleden
  - Publieksprijs: Rudi Vranckx, Geesten van het avondland
- 2007 (7 mei 2008)
  - Beste non-fictieboek: Joris Van Parys, Het leven, niets dan het leven. Cyriel Buysse & zijn tijd
  - Publieksprijs: Jan Leyers, De weg naar Mekka
- 2008 (2 april 2009)
  - Beste non-fictieboek: Geert Buelens, Europa Europa!
  - Publieksprijs: Geert Noels, Econoshock